# Hemitripteridae
Hemitripteridae (Donderpadden) zijn een familie van straalvinnige vissen uit de orde van Schorpioenvisachtigen (Scorpaeniformes).

## Geslachten
- Blepsias G. Cuvier, 1829
- Hemitripterus G. Cuvier, 1829
- Nautichthys Girard, 1858